# Z 26
Z 26 war ein Zerstörer des Typs 1936A der deutschen Kriegsmarine.

## Baugeschichte
Der Zerstörer Z 26 war das vierte Boot des im Mai 1938 bestellten Typs 1936A. Alle acht Boote der Klasse entstanden im Werk Weser der Deschimag. Die Kiellegung von Z 26 erfolgte am 1. April 1939 und der Stapellauf fand am 2. April 1940 statt.
Die beiden vorderen 15-cm-Geschütze sollten in einem Doppelturm aufgestellt werden. Die Fertigung dieser Türme verzögerte sich aber erheblich. So wurde an dessen Stelle ein Einzelgeschütz aufgestellt.

## Einsatz in der Ostsee
Z 26 stellte am 9. Januar 1941 in Dienst und erreichte bis zum Herbst 1941 Kriegsbereitschaft. Ende September 1941 wurde der Zerstörer der Nordgruppe der „Baltenflotte“ unter Vizeadmiral Ciliax zugeteilt, die am 23. September mit dem Schlachtschiff Tirpitz, dem Schweren Kreuzer Admiral Scheer, den Leichten Kreuzern Nürnberg und Köln, den Schwesterbooten Z 25 und Z 27, den Torpedobooten T 2, T 5, T 7, T 8, T 11 sowie einigen Schnellbooten bis in die Ålandsee zur Bekämpfung möglicher sowjetischen Seestreitkräfte dort vorstieß. Nach den erfolgreichen Angriffen des Sturzkampfgeschwaders 2 auf die Schiffe der sowjetischen Baltischen Flotte liefen die beiden schweren Einheiten wieder zurück. Die Zerstörer blieben mit Ciliax’ neuem Flaggschiff Nürnberg zur Absicherung am Ausgang des Finnbusens, bis auch sie am 1. Oktober nach Gotenhafen zurückbeordert wurden.

## Einsatz im Nordmeer
Im November 1941 verlegte Z 26 nach Nordnorwegen. Am 16. Dezember 1941 stieß Z 26 als Flottillenboot der 8. Zerstörerflottille mit Z 23, Z 24, Z 25 und Z 27 von Kirkenes aus gegen die Kola-Küste vor. Als Z 26 wegen eines Maschinenschadens ausfiel, wechselte der Flottillenchef auf Z 25 und Z 26 ging nach Kirkenes zurück, von wo der Zerstörer am 5. Januar 1942 zusammen mit Z 27 die Rückfahrt nach Deutschland zur Reparatur antrat. Am 10. Januar lief Z 26 in Kiel ein für die Werftarbeiten.
Am 19. März 1942 fuhr Z 26 im Verband mit den Zerstörern Theodor Riedel, Z 24, Z 30, drei Torpedobooten und dem Schweren Kreuzer Admiral Hipper von Brunsbüttel zum norwegischen Trondheim ab. Von Trondheim fuhr Z 26 mit Z 24 und Z 25 weiter nach Kirkenes von wo aus am 28. März 1942 die 8. Zerstörerflottille mit Z 24, Z 25 und Z 26 gegen den Geleitzug PQ 13 eingesetzt wurde. PQ 13 war am 27. März von einer BV 138 der 2./K.Fl.Gr. 406 entdeckt worden, der in einem Sturm seinen Zusammenhalt verloren hatte. Gesichert wurde der Konvoi durch den Kreuzer Trinidad, die Zerstörer Eclipse, Fury, den Geleitzerstörer Lamerton sowie zwei U-Abwehr-Trawler und drei ehemals norwegische Walfangboote, von denen eines im vorherigen Sturm gesunken war. Von Murmansk aus stießen der britische Zerstörer Oribi und die sowjetischen Zerstörer Gremyashchi und Sokrushitelny zum sich wieder organisierenden Geleitzug.
Die deutschen Zerstörer waren auf ihrer Suche zuerst auf den versprengten Frachter Bateau (4687 BRT) getroffen, den Z 26 versenkte. Bei geringer Sicht und Schneetreiben stießen die deutschen Zerstörer dann auf den vor dem Geleitzug laufenden Kreuzer Trinidad und den Zerstörer Fury. Die Trinidad schoss Z 26 manövrierunfähig. Z 24 und Z 25 konnten 88 Mann von der sinkenden Z 26 retten. Das deutsche U-Boot U 378 konnte acht Überlebende von Z 26 aus einem Rettungsboot übernehmen. Der Kommandant von Berger überlebte und wurde später Kommandant von Z 32. 240 Mann starben auf Z 26.

## Kommandant
Vom 9. Januar 1941 bis 29. März 1942 war Korvettenkapitän Georg Ritter und Edler von Berger der Kommandant der Z 26.